# NGC 1776
NGC 1776 est un amas ouvert situé dans la constellation de la Dorade. Cet amas est situé dans le Grand Nuage de Magellan. Il a été découvert par l'astronome britannique John Herschel en 1837.
Cet amas est situé près de la région du Grand Nuage de Magellan que l'on a nommé N11. Cette région est peuplée de plusieurs nébuleuses et amas ouverts d'étoiles, dont certains sont des objets du  catalogue NGC. 

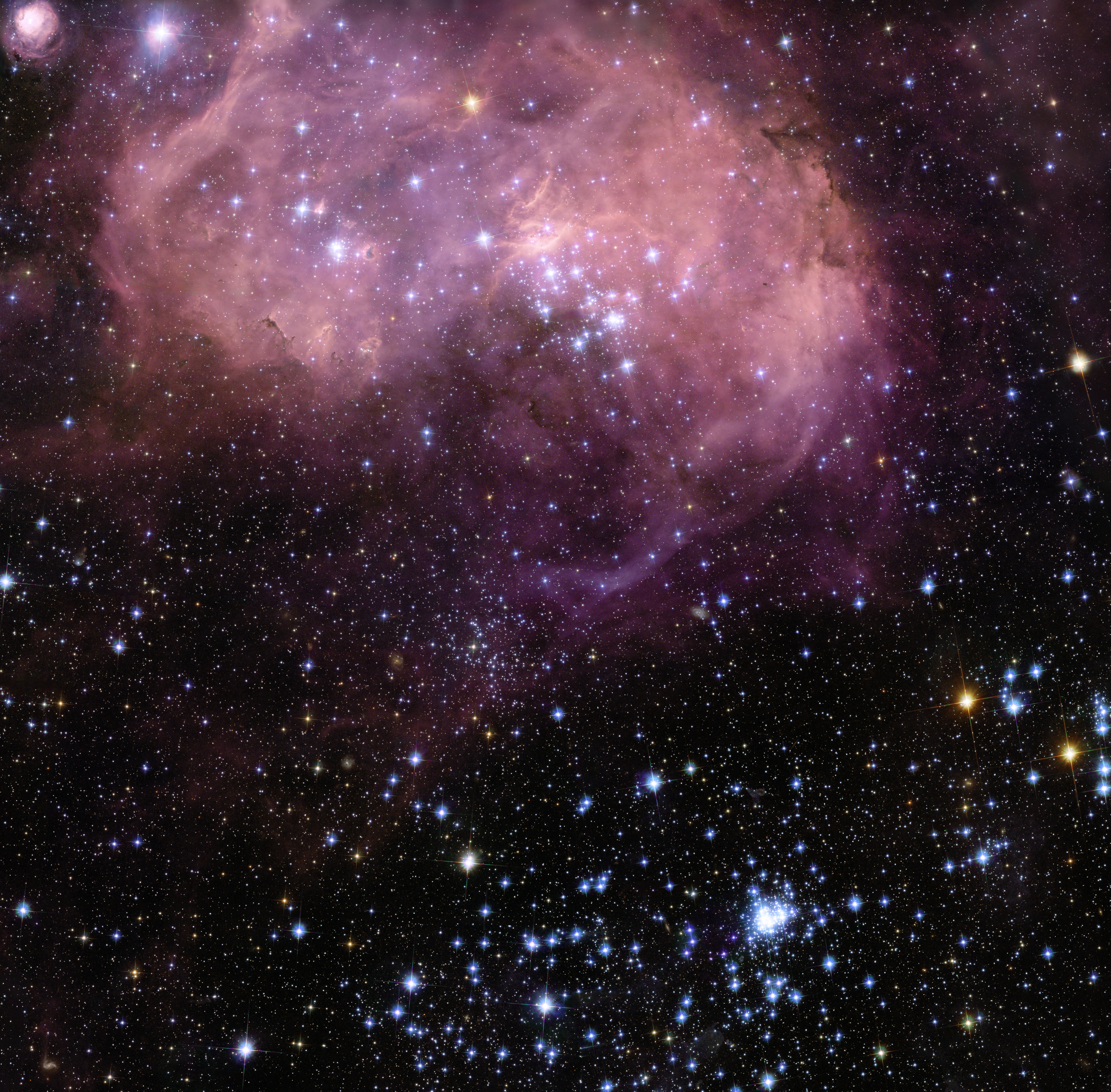
La région N11 dans le Grand Nuage de Magellan par le télescope spatial Hubble.